# Thomas Hengelbrock
Thomas Hengelbrock (Wilhelmshaven, Baja Sajonia, 9 de junio de 1958) es un director de orquesta, violinista y musicólogo alemán. Es el fundador y director del Ensemble Balthasar Neumann, una formación que pretende interpretar con criterios historicistas obras de todo tipo de épocas. Desde 2011 es también el director titular de la Orquesta NDR de la Filarmónica del Elba, con sede en Hamburgo. Ha realizado incursiones en el campo de la dirección escénica de óperas.

## Biografía
Hengelbrock cursó estudios de violín con Rainer Kussmaul, iniciando su carrera en Würzburg y Friburgo de Brisgovia y en grupos historicistas como el Concentus Musicus Wien de Nikolaus Harnoncourt. Posteriormente se inició como director de orquesta como asistente de Witold Lutosławski, Mauricio Kagel y Antal Doráti
En 1985 fundó la Orquesta Barroca de Friburgo, que dio su primer concierto dos años más tarde, en la que compaginó la dirección con el primer violín. Su andadura historicista continuaría en 1991, cuando fundó en la misma ciudad el Coro Balthasar Neumann, que se completó con el Ensemble Balthasar Neumann en 1995 y con la que ha ofrecido interpretaciones de obras desde el Barroco a la música contemporénea.
De 1995 a 1999 fue el director titular de la Deutsche Kammerphilharmonie Bremen. En el año 2000 accedió a la titularidad de la Volksoper de Viena, puesto que ostentó hasta 2003. Simultáneamente, en 2001 fundó el Festival de Feldkirch, del que fue director artístico hasta 2006.
Ha sido invitado a dirigir la Orquesta Sinfónica de la Radio de Baviera, la Orquesta Filarmónica de Múnich y la Orquesta de Cámara de Europa.
En 2011 asumió la dirección de la Orquesta Sinfónica de la Radio del Norte de Alemania (actualmente NDR Elbphilharmonie Orchester). El 11 de enero de 2017 dirigió a la orquesta en el concierto inaugural de la nueva Elbphilharmonie de Hamburgo.

## Estilo y repertorio
Hengelbrock, admirador de los planteamientos historicistas de Nikolaus Harnoncourt, ha defendido la interpretación historicista en todo tipo de épocas, desde el Barroco a la música contemporánea, con éxito y críticas variables.
Así, con el Ensemble Balthasar Neumann ha presentado en el Festival de Baden Baden Rigoleto (2004) y Falstaff. Un año después se presentó con la Misa en si menor de Bach.
En 2006, con la misma formación y puesta en escena propia, presentó en el Festival de Salzburgo Il re pastore. En 2010, en Dortmund, presentó Norma con el debut de Cecilia Bartoli en el papel protagonista.
En 2011 debutó en el Festival de Bayreuth estrenando la producción de Tannhäuser debida a Sebastian Baugarten, la cual dirigió con un facsímil de la edición original de la obra, publicada en Dresde en 1845. En este caso, la orquesta del festival no utiliza instrumentos de época y el número de músicos por sección que requiere cada obra viene predeterminado y no puede ser alterado por el director. Hengelbrock desarrolló una lectura de texturas y tempi ligeros que, sin embargo, resultó ser plana en matices e intención dramática, lo que le provocó muestras de desagrado del público. A ello se unió un reparto inadecuado. Al año siguiente, la reposición del montaje corrió de cargo de Christian Thielemann, quien introdujo cambios en el reparto y presentó una dirección vigorosa y precisa.
En el Teatro Real se presentó en 2011 y 2012 con Ifigenia en Táuride y La clemencia de Tito. Sorprendió en 2013 con una versión historicista de Parsifal en versión de concierto con el Ensemble Balthasar Neumann, poniendo en duda el estilo grandioso de interpretar a Wagner procedente del Festival de Bayreuth y los principales teatros de ópera y reclamando una lectura más ligera y la importancia de la dicción de los cantantes, que deben encontrarse cómodos. No obstante, el reparto empleado contó en los principales papeles con voces tradicionalmente wagnerianas.

## Discografía
- 1991 – Purcell: Música instrumental. Orquesta Barroca de Friburgo.
- 1997 – Durante: Magnificat, Astorga: Stabat Mater, Pergolesi: Confitebor tibi Domine. Orquesta Barroca de Friburgo.
- 1997 – Bach: Misa en si menor. Orquesta Barroca de Friburgo.
- 1997 – Cavalli: La Didone. Ensemble Balthasar Neumann.
- 1999 – Lotti: Requiem, Miserere, Credo. Ensemble Balthasar Neumann.
- 2000 – VVAA: Fiesta teatral. Ensemble Balthasar Neumann.
- 2001 – VVAA: Música para San Marcos en Venecia. Ensemble Balthasar Neumann.
- 2004 – Lotti: Missa Sapientiae. Ensemble Balthasar Neumann.
- 2004 – Bach: Magnificat. Ensemble Balthasar Neumann.
- 2004 – Händel: Dixit Dominus, Caldara: Missa Dolorosa. Ensemble Balthasar Neumann.
- 2005 – Händel: Coros. Varios coros
- 2006 – Mozart: Il re pastore. Ensemble Balthasar Neumann (DVD).
- 2007 – Mendelssohn: Concierto para violín. Daniel Hope, Orquesta de Cámara de Europa.
- 2007 – Haydn: La creación. Ensemble Balthasar Neumann.
- 2007 – Purcell y Bach: Motetes y cantatas. Ensemble Balthasar Neumann.
- 2009 – Zelenka: Miserere, Bach: Cantata BWV 12, Lotti: Misa a tres coros. Ensemble Balthasar Neumann.
- 2010 – Liszt: Concierto para piano n.º 1, Tchaikovsky: Concierto para piano n.º 1. Alice Sara Ott, Orquesta Filarmónica de Múnich.
- 2012 – Dvořák: Sinfonía n.º 4, Suite bohemia. Orquesta Sinfónica de la Radio del Norte de Alemania.
- 2012 – Mahler: Sinfonía n.º 1. Orquesta Sinfónica de la Radio del Norte de Alemania.
- 2012 – VVAA: Música y poesía del romanticismo alemán. Coro Balthasar Neumann.
- 2013 – Schubert: Sinfonía n.º 9. Orquesta Sinfónica de la Radio del Norte de Alemania.
- 2013 – Scarlatti: Concerto grosso, Bach: Salmo 51, Durante: Sinfonía en re mayor. Ensemble Balthasar Neumann.
- 2013 – Mendelssohn: Sinfonía n.º 1, Schumann: Sinfonía n.º 4. Orquesta Sinfónica de la Radio del Norte de Alemania.

| Predecesor: Christoph von Dohnanyi | Director Principal, NDR Elbphilharmonie Orchester 2011- | Sucesor: - |